# Aritmética emocional
Aritmética emocional es una película canadiense dirigida por Paolo Barzman en  2007.

## Argumento
En el Holocausto, los pequeños Melanie y Christopher convivieron en el campo de concentración de Drancy. Jakob, un disidente que ejercía como censador, los protegió, ofreciéndose para ser trasladado a Auschwitz en vez de los niños, que fueron separados. Después de 40 años, Melanie es una madre y esposa marcada por el horror, pero cuando descubre que Jakob está vivo, le invita a su granja. Jacob no llegará sólo, sino que lo hará con Christopher, cuyo vínculo emocional con Melanie sigue intacto.

## Comentario
Basado en la aclamada novela de Matt Cohen, Aritmética emocional es un drama canadiense sobre los recuerdos del Holocausto, pero también sobre el amor, el horror y la redención de tres personajes unidos para siempre por un vínculo emocional. La película, al igual que el libro, trata de responder preguntas sobre las heridas del pasado y las relaciones del presente, con imágenes en flashback y músicas que conforman la memoria de los protagonistas. El encargado de dirigir todo este entramado ha sido el realizador televisivo Paolo Barzman que, en sus escasas intervenciones en el mundo del cine, siempre ha llevado la etiqueta de "independiente".
El trío protagonista está encabezado por Susan Sarandon, que vuelve a su faceta más aclamada después de trabajar en el cine familiar (Encantada, Speed Racer). Junto a ella, Gabriel Byrne, al que vimos en Asalto al Distrito 13 y la más reciente Jindabyne, y el veterano actor sueco Max von Sydow (Minority Report). El resto de la familia de Melanie está compuesta por su marido (Christopher Plummer, Cerrando el círculo), su hijo (Roy Dupuis,  Nikita) y su nieto, el jovencísimo Dakota Goyo.
Para la edición americana en DVD fue retitulada Autumn Hearts: A New Beginning.